# Лихенинский сельсовет
Лихенинский сельсовет — упразднённая административно-территориальная единица, существовавшая на территории Московской губернии и Московской области в 1927—1939 годах.
Лихенинский сельсовет был образован в 1927 году в составе Ерёминской волости Сергиевского уезда Московской губернии путём выделения из Ерёминского с/с.
В 1929 году Лихенинский с/с был отнесён к Константиновскому району Кимрского округа Московской области.
17 июля 1939 года Лихенинский с/с был упразднён. При этом все его населённые пункты (Лихенино, Бородкино, Егорьевское и Ново) были переданы в Кисляковский с/с.